# باسيليو سانشيز
باسيليو سانشيز (بالإسبانية: Basilio Sánchez Beguiristáin)‏ هو طبيب تشيلي، (و. 1903  م).